# 辻沙絵
辻 沙絵（つじ さえ、1994年10月28日 - ）は、日本の女子陸上競技選手。リオデジャネイロパラリンピック、東京パラリンピック、パリパラリンピックに日本代表として出場し、リオデジャネイロパラリンピック陸上女子400m（T47）で銅メダルを獲得した。陸上競技障害クラスT47。

## 略歴
北海道七飯町出身。生まれた時から右腕のひじから先がない先天性前腕欠損。函館市立鍛神小学校5年でハンドボールを始め、函館市立本通中学校を経て女子ハンドボールの強豪校茨城県立水海道第二高等学校に進学し高校総体でベスト8、国体にも出場するなど活躍する。
高等学校卒業後にスポーツ推薦で日本体育大学に入学したが、高校時代に計3度断裂した両膝前十字靱帯のケガのため入学後1年半はリハビリ中心の活動を余儀なくされた。大学2年時にハンドボール部監督から障害者陸上競技への転向を打診されるも「（ハンドボールで）健常者と対等に渡り合っている」という自負から葛藤もありしばらく陸上部と兼部という形で活動を続けた。だが2015年10月の世界選手権（カタール）の女子100m（T47）で 13秒34で6位入賞し、同大会男子走り幅跳びで山本篤が金メダルを獲得したのをみて「自分もメダルがほしい」と陸上部への転部を決意した。
2016年、リオデジャネイロパラリンピックに出場。陸上女子400m（切断などT47）で銅メダルに輝いた。
2017年7月の世界パラ選手権女子400m（切断などT47）では、1分0秒67のタイムでリオ・パラリンピックに続いて銅メダルを獲得した。
2018年1月28日に一般男性と結婚しその後は夫の姓である重本姓で競技を続けていた。2021年3月に、同年1月に離婚したことを公表し、登録名を「辻」に戻している。また同年3月に日体大大学院を卒業し、2021年4月から日体大陸上競技研究室助教となった。
2021年4月に開催された2021ジャパンパラ陸上競技大会で、日本新記録となる58秒45を記録した。
2021年8月、東京パラリンピックに出場したが、陸上女子200m（T47）では予選3組4位で予選落ち、同400m（T47）では5位と不本意な結果に終わった。
2023年7月にパリで開催された世界パラ陸上選手権では、男女4人混合400ｍユニバーサルリレーで金メダルを獲得した。
2024年のパリパラリンピック陸上女子400m決勝では、59秒13で7位という結果となった。競技後のインタビューでは「ここまで来るのに、いろんな人に支えてもらった。幸せな1分間でした」と感謝の言葉を述べた。パリ大会後、所属先を日体大からアイスランドの義肢装具メーカーオズール社の日本法人オズールジャパンに変更し、100ｍなど短距離での記録更新を目標に現役を続行することを表明した。

## 表彰
- 函館市栄誉賞[21][22]
- 日本パラスポーツ賞 新人賞 （2016年[23]）